# Sommer-Paralympics 2012/Teilnehmer (Suriname)
| stlisierte Goldmedaille | stlisierte Silbermedaille | stlisierte Bronzemedaille |
| ----------------------- | ------------------------- | ------------------------- |
| —                       | —                         | —                         |

Suriname entsandte zu den Paralympischen Sommerspielen 2012 in London einen männlichen Sportler.

## Teilnehmer nach Sportart

### Leichtathletik
| Athleten      | Wettbewerb              | Vorlauf / Vorkampf | Vorlauf / Vorkampf | Halbfinale   | Halbfinale | Finale       | Finale | Rang |
| Athleten      | Wettbewerb              | Zeit / Weite       | Rang               | Zeit / Weite | Rang       | Zeit / Weite | Rang   | Rang |
| ------------- | ----------------------- | ------------------ | ------------------ | ------------ | ---------- | ------------ | ------ | ---- |
| Männer        |                         |                    |                    |              |            |              |        |      |
| Biondi Misasi | 100 m Männer – F13      | 11,92 s            | 7                  | -            | -          |              |        |      |
| Biondi Misasi | Weitsprung Männer – F13 |                    |                    | -            | -          | 6,06 m       | 7      | 7    |